# Ишкашимци
Ишкашимци (енгл. Ishkashmis, рус. Ишкашимцы) су народ из памирске групе иранских народа који живи у државама централне Азије, а највећи број њих тренутно живи на просторима Aвганистана.

## Станиште
Већина Ишкашимаца живи на Памиру у горњим крајевима ријеке Панџ, а на лијевој обали исте ријеке, у провинцији Бадахашан, у сјеверном Авганистану (њихов број варира од 1.500 до 2.000, према доступним  подацима). На територији бившег Совјетског Савеза налази се само једно село (кишлак) Ишкашимаца, а то је село Рин. Село се налази на десној обали ријеке Панџ, где се нагло окреће са запада на сјевер. Због присилног пресељења педесетих година прошлог вијека, неке породице живе у селима Таџикстана: Ниут, Сумџин, Мулвож и други) и у насељу Вач, Наматгут.
Подаци о изворним говорницима прикупљени су кроз лингвистичку студију на лицу мјеста (у селима овог народа). Имена места указују на то да се на многим локацијама где се тренутно користи таџички језик, некада користио и говорио ишкашимски језик. Према усменом предању Ишкашимци су некада чинили већински део становништва у долини Абхарвдара (на десној обали ријеке Панџ). Ишкашимци су такође живили у долини Дара-и-Абхарв, одакле су их протјерали Шугнанци.

### Подаци о становништу
Податак о броју Ишкашимаца је још увијек непоуздан. Влада мишљење да их је око 400 у Рину, а укупан број у аутономном региону Горно-Бадахшан је око 500.

## Језик
Ишкашимски језик припада јужнопамирској подгрупи памирских језика, једној од грана иранске групе индоевропске породице језика. Забиљежени су различити дијалекти: ишкашимски, зебачки и санглички. Последња два се говоре у Авганистану. Утицај таџичког језика на говорнике ишкашимског је веома јак. Ишкашимски се и даље обично користи као језик за свакодневну комуникацију. Школе, званичне комуникације, публикације и програми емитовања су на таџичком. Сви Ишкашимци, изузев мале дјеце, говоре таџичким језиком, а користи се и за комуницирање са сусједним Ваханцима и Шугннанцима. Према статистикама језик Ишкашимаца још увијек се користи, али се његова сфера употребе сужава. 
Прве податке о њиховом језику објавио је Р. Шо у свом добро познатом делу „On the Ghalchah Languages (Wakhi and Sarikoli)” у часопису који говори о азијским друштвима  (Journal of the Asiatic Society, vol. XIV, 1876). Прво систематско истраживање ишкашимског језика спроведено је релативно недавно 1920. године.

## Писмо и образовање
Као и друге мале нације Памира, Ишакашимци немају писани језик, а за ту сврху користи се таџички. Ишкашимски језик је мало проучаван, а неки већи и значајнији резултати тих истраживања данас нису видљиви.